# Alpha Comae Berenices
α Comae Berenices (Alpha Comae Berenices, α Com) ist ein Stern im Sternbild Haar der Berenike. Er trägt den historischen Eigennamen Diadem.
Alpha Comae Berenices ist ein Doppelstern bestehend aus zwei Hauptreihensternen der Spektralklasse F5 mit einer gemeinsamen scheinbaren Helligkeit von 4,3 mag. Das Sternsystem ist etwa 60 Lichtjahre von der Sonne entfernt.